# Anticla
Anticla is een geslacht van vlinders van de familie Apatelodidae.

## Soorten
- A. antica Walker, 1855
- A. flavaria Cramer, 1781
- A. limosa Schaus, 1892
- A. ortygia Druce, 1887
- A. symphora Schaus, 1929
- A. tarasia Schaus, 1929